# Philippe Urie
Pour les articles homonymes, voir Urie.
Philippe Urie, né le 20 juin 1971 à Épinay-sur-Seine, est un ancien joueur français de basket-ball professionnel. Il mesure 1,88 m.

## Carrière

### Joueur
- 1991-1995 :  Le Mans (N 1 A puis Pro A)
- 1995-fin 1996 :  PSG Paris (Pro A)
- fin 1996-début 1997 :  Chalon-sur-Saône (Pro A)
- début 1997-1997 :  Toulouse (Pro B)
- 1997-1998 :  Braunschweig (Basketball-Bundesliga)
- 1998-1999 :  Poissy-Chatou (Pro B)
- 1999-2000 :  Aris Salonique (ESAKE)
- 2000-2001 : 
  -  Beauvais (Pro B)
  -  Poissy-Chatou (Pro B

### Entraîneur
- 2003-2004 : entraîneur-adjoint de l'équipe de France Cadets
- 2007 : entraîneur-adjoint de l'équipe de France Juniors
- 2007-2008 : entraîneur-adjoint au Centre fédéral